# Campionati mondiali di triathlon long distance
Una gara non ufficiale di Campionati del mondo long distance (4 km di nuoto, 120 km bici e 32 km corsa) si è svolta con cadenza annuale a Nizza, dal 1982 al 1993.
Nel 1994 la competizione è diventata ufficiale, sotto il patrocinio della World Triathlon e dal 1996 si svolge in località situate in tutto il mondo.

## Albo d'oro mondiali non ufficiali

### Uomini
| Edizione   | Anno | Oro        | Tempo   |
| ---------- | ---- | ---------- | ------- |
| Nizza I    | 1982 | Mark Allen | 6:33:52 |
| Nizza II   | 1983 | Mark Allen | 6:04:51 |
| Nizza III  | 1984 | Mark Allen | 6:05:23 |
| Nizza IV   | 1985 | Mark Allen | 5:53:13 |
| Nizza V    | 1986 | Mark Allen | 5:46:10 |
| Nizza VI   | 1987 | Rick Wells | 5:59:53 |
| Nizza VII  | 1988 | Rob Barel  | 6:05:06 |
| Nizza VIII | 1989 | Mark Allen | 5:54:31 |
| Nizza IX   | 1990 | Mark Allen | 5:50:52 |
| Nizza X    | 1991 | Mark Allen | 5:54:12 |
| Nizza XI   | 1992 | Mark Allen | 5:59:43 |
| Nizza XII  | 1993 | Mark Allen | 6:05:59 |

### Donne
| Edizione   | Anno | Oro                        | Tempo   |
| ---------- | ---- | -------------------------- | ------- |
| Nizza I    | 1982 | Lyn Brooks                 | 7:40:44 |
| Nizza II   | 1983 | Linda Buchanan             | 7:06:03 |
| Nizza III  | 1984 | Colleen Cannon             | 7:05:15 |
| Nizza IV   | 1985 | Erin Baker                 | 6:37:21 |
| Nizza V    | 1986 | Linda Buchanan             | 6:50:56 |
| Nizza VI   | 1987 | Kirsten Hanssen            | 6:54:27 |
| Nizza VII  | 1988 | Erin Baker                 | 6:27:06 |
| Nizza VIII | 1989 | Paula Newby-Fraser         | 6:49:43 |
| Nizza IX   | 1990 | Paula Newby-Fraser         | 6:36:19 |
| Nizza X    | 1991 | Paula Newby-Fraser         | 6:40:33 |
| Nizza XI   | 1992 | Paula Newby-Fraser         | 6:43:41 |
| Nizza XII  | 1993 | Isabelle Mouthon-Michellys | 6:44:36 |

## Albo d'oro mondiali ufficiali

### Uomini
| Edizione | Anno | Oro                    | Argento               | Bronzo                    |
| -------- | ---- | ---------------------- | --------------------- | ------------------------- |
| I        | 1994 | Rob Barel              | Lothar Leder          | Yves Cordier              |
| II       | 1995 | Simon Lessing          | Luc Van Lierde        | Peter Reid                |
| III      | 1996 | Greg Welch             | Luc Van Lierde        | Spencer Smith             |
| IV       | 1997 | Luc Van Lierde         | Rob Barel             | Jean-Christophe Guinchard |
| V        | 1998 | Luc Van Lierde (2)     | Rob Barel             | Peter Sandvang            |
| VI       | 1999 | Peter Sandvang         | Torbjørn Sindballe    | Massimo Guadagni          |
| VII      | 2000 | Peter Sandvang (2)     | Cyrille Neveu         | François Chabaud          |
| VIII     | 2001 | Peter Sandvang (3)     | Rasmus Henning        | Jonas Colting             |
| IX       | 2002 | Cyrille Neveu          | Torbjørn Sindballe    | Rutger Beke               |
| X        | 2003 | Eneko Llanos           | Rutger Beke           | Xavier Le Floch           |
| XI       | 2004 | Torbjørn Sindballe     | Jonas Colting         | Marino Vanhoenacker       |
| XII      | 2005 | Viktor Zyemtsev        | Marino Vanhoenacker   | Xavier Le Floch           |
| XIII     | 2006 | Torbjørn Sindballe (2) | Craig Alexander       | Marino Vanhoenacker       |
| XIV      | 2007 | Julien Loy             | Xavier Le Floch       | Sébastien Berlier         |
| XV       | 2008 | Julien Loy (2)         | François Chabaud      | Martin Jensen             |
| XVI      | 2009 | Timothy O'Donnell      | Sylvain Sudrie        | Martin Jensen             |
| XVII     | 2010 | Sylvain Sudrie         | Timothy O'Donnell     | François Chabaud          |
| XVIII    | 2011 | Jordan Rapp            | Joe Gambles           | Sylvain Sudrie            |
| XIX      | 2012 | Chris McCormack        | Eneko Llanos          | Dirk Bockel               |
| XX       | 2013 | Bertrand Billard       | Terenzo Bozzone       | Dirk Bockel               |
| XXI      | 2014 | Bertrand Billard (2)   | Sylvain Sudrie        | Cyril Viennot             |
| XXII     | 2015 | Cyril Viennot          | Martin Jensen         | Joe Skipper               |
| XXIII    | 2016 | Sylvain Sudrie (2)     | Cyril Viennot         | Matt Chrabot              |
| XXIV     | 2017 | Lionel Sanders         | Joshua Amberger       | Joe Gambles               |
| XXV      | 2018 | Pablo Dapena Gonzalez  | Ruedi Wild            | Marko Albert              |
| XXVI     | 2019 | Javier Gómez           | Pablo Dapena Gonzalez | Jaroslav Kovacic          |

### Donne
| Edizione | Anno | Oro                            | Argento                    | Bronzo               |
| -------- | ---- | ------------------------------ | -------------------------- | -------------------- |
| I        | 1994 | Isabelle Mouthon-Michellys     | Karen Smyers               | Lydie Reuze          |
| II       | 1995 | Jenny Rose                     | Ute Schaefer               | Ines Estedt          |
| III      | 1996 | Karen Smyers                   | Sophie Delemer             | Suzanne Nielsen      |
| IV       | 1997 | Ines Estedt                    | Isabelle Mouthon-Michellys | Virginia Berasategui |
| V        | 1998 | Rina Hill                      | Lena Wahlqvist             | Megumi Shigaki       |
| VI       | 1999 | Suzanne Nielsen                | Joanne King                | Jasmine Haemmerle    |
| VII      | 2000 | Isabelle Mouthon-Michellys (2) | Natascha Badmann           | Daniela Locarno      |
| VIII     | 2001 | Lisbeth Kristensen             | Lena Wahlqvist             | Suzanne Nielsen      |
| IX       | 2002 | Ines Estedt (2)                | Kathleen Smet              | Virginia Berasategui |
| X        | 2003 | Virginia Berasategui           | Ana Burgos                 | Sione Jongstra       |
| XI       | 2004 | Tamara Kozulina                | Lisbeth Kristensen         | Sione Jongstra       |
| XII      | 2005 | Kathleen Smet                  | Mirinda Carfrae            | Tina Boman           |
| XIII     | 2006 | Bella Comerford                | Edith Niederfriniger       | Johanna Daumas       |
| XIV      | 2007 | Leanda Cave                    | Erika Csomor               | Catriona Morrison    |
| XV       | 2008 | Chrissie Wellington            | Charlotte Kolters          | Yvonne van Vlerken   |
| XVI      | 2009 | Jodie Swallow                  | Rebekah Keat               | Delphine Pelletier   |
| XVII     | 2010 | Caroline Steffen               | Yvonne van Vlerken         | Virginia Berasategui |
| XVIII    | 2011 | Rachel Joyce                   | Leanda Cave                | Meredith Kessler     |
| XIX      | 2012 | Caroline Steffen (2)           | Camilla Pedersen           | Jodie Swallow        |
| XX       | 2013 | Melissa Hauschildt             | Camilla Pedersen           | Rachel Mcbride       |
| XXI      | 2014 | Camilla Pedersen               | Kaisa Lehtonen             | Andrea Hewitt        |
| XXII     | 2015 | Mary Beth Ellis                | Camilla Pedersen           | Kaisa Lehtonen       |
| XXIII    | 2016 | Jodie Swallow (2)              | Caroline Steffen           | Rachel Mcbride       |
| XXIV     | 2017 | Sarah Crowley                  | Helle Frederiksen          | Heather Wurtele      |
| XXV      | 2018 | Helle Frederiksen              | Barbara Riveros Diaz       | Annabel Luxford      |
| XXVI     | 2019 | Alexandra Tondeur              | Judith Corachan Vaquero    | Anna Noguera         |

## Medagliere mondiali ufficiali
| Pos. | Paese         | Oro | Argento | Bronzo |    |
| ---- | ------------- | --- | ------- | ------ | -- |
| 1    | Francia       | 9   | 7       | 10     | 26 |
| 2    | Danimarca     | 8   | 10      | 5      | 23 |
| 3    | Regno Unito   | 7   | 1       | 5      | 13 |
| 4    | Australia     | 5   | 6       | 1      | 12 |
| 5    | Belgio        | 4   | 5       | 3      | 12 |
| 6    | Spagna        | 4   | 4       | 4      | 12 |
| 7    | Stati Uniti   | 4   | 2       | 2      | 8  |
| 8    | Svizzera      | 2   | 3       | 1      | 6  |
| 9    | Germania      | 2   | 2       | 1      | 5  |
| 10   | Ucraina       | 2   | 0       | 0      | 2  |
| 11   | Paesi Bassi   | 1   | 3       | 3      | 7  |
| 12   | Nuova Zelanda | 1   | 1       | 0      | 2  |
| 13   | Canada        | 1   | 0       | 4      | 5  |
| 14   | Svezia        | 0   | 3       | 1      | 4  |
| 15   | Italia        | 0   | 1       | 2      | 3  |
| 16   | Ungheria      | 0   | 1       | 0      | 1  |
| 16   | Cile          | 0   | 1       | 0      | 1  |
| 17   | Lussemburgo   | 0   | 0       | 2      | 2  |
| 17   | Finlandia     | 0   | 0       | 2      | 2  |
| 18   | Giappone      | 0   | 0       | 1      | 1  |
| 18   | Austria       | 0   | 0       | 1      | 1  |
| 18   | Estonia       | 0   | 0       | 1      | 1  |
| 18   | Slovenia      | 0   | 0       | 1      | 1  |

## Sedi
| Edizione | Anno | Località                                       | Distanze | Distanze | Distanze |
| Edizione | Anno | Località                                       | Nuoto    | Bici     | Corsa    |
| -------- | ---- | ---------------------------------------------- | -------- | -------- | -------- |
| I        | 1994 | Nizza, Francia                                 | 4        | 120      | 32       |
| II       | 1995 | Nizza, Francia                                 | 4        | 120      | 32       |
| III      | 1996 | Muncie, Stati Uniti d'America                  | 1.9      | 90       | 21.6     |
| IV       | 1997 | Nizza, Francia                                 | 4        | 120      | 30       |
| V        | 1998 | Sado, Giappone                                 | 3        | 136      | 28       |
| VI       | 1999 | Säter, Svezia                                  | 4        | 120      | 30       |
| VII      | 2000 | Nizza, Francia                                 | 4        | 120      | 30       |
| VIII     | 2001 | Fredericia, Danimarca                          | 3.8      | 180      | 42       |
| IX       | 2002 | Nizza, Francia                                 | 4        | 120      | 30       |
| X        | 2003 | Ibiza, Spagna                                  | 4        | 120      | 30       |
| XI       | 2004 | Säter, Svezia                                  | 4        | 120      | 30       |
| XII      | 2005 | Fredericia, Danimarca                          | 4        | 120      | 30       |
| XIII     | 2006 | Canberra, Australia                            | 4        | 120      | 30       |
| XIV      | 2007 | Lorient, Francia                               | 3        | 80       | 20       |
| XV       | 2008 | Almere, Paesi Bassi                            | 4        | 120      | 30       |
| XVI      | 2009 | Perth, Australia                               | 3        | 80       | 20       |
| XVII     | 2010 | Immenstadt, Germania                           | 4        | 130      | 30       |
| XVIII    | 2011 | Henderson, Stati Uniti d'America               | 4        | 120      | 30       |
| XIX      | 2012 | Vitoria-Gasteiz, Spagna                        | 4        | 120      | 30       |
| XX       | 2013 | Belfort, Francia                               | 4        | 120      | 30       |
| XXI      | 2014 | Weihai (Shandong), Cina                        | 4        | 120      | 20       |
| XXII     | 2015 | Motala, Svezia                                 | 1,5      | 120      | 30       |
| XXIII    | 2016 | Oklahoma City, Oklahoma, Stati Uniti d'America | 4        | 120      | 30       |
| XXIV     | 2017 | Penticton, Canada                              | 4        | 120      | 30       |
| XXV      | 2018 | Fionia, Danimarca                              | 4        | 120      | 30       |
| XXVI     | 2019 | Fionia, Danimarca                              | 3        | 113      | 30       |